# Amoroce
Amoroce (llamada oficialmente Santiago de Amoroce) es una parroquia y una aldea del municipio español de Celanova, en la provincia de Orense, Galicia.

## Organización territorial
La parroquia está formada por trece entidades de población, constando doce de ellas en el nomenclátor del Instituto Nacional de Estadística español:
- Amoroce (Amorociña)
- Barreiros (Os Barreiros)
- Carballeira
- Casbasco (Carbasco)(Casvasco)
- Casal
- Casiña (A Casiña)
- Goterre
- La Granja (A Granxa)
- Mociños
- Outeiro
- Quintairos
- Rial
- Sampil

## Demografía

### Parroquia
| Gráfica de evolución demográfica de Amoroce (parroquia) entre 2000 y 2022 |
|                                                                           |
| Datos según el nomenclátor publicado por el INE.                          |

### Aldea
| Gráfica de evolución demográfica de Amoroce (aldea) entre 2000 y 2022 |
|                                                                       |
| Datos según el nomenclátor publicado por el INE.                      |